# Вариации на тему «Ah vous dirai-je, Maman»
Вариации на тему «Ah vous dirai-je, Maman», К. 265/300e ― фортепианное произведение Вольфганга Амадея Моцарта, написанное, когда ему было около 25 лет (в 1781 или 1782 году). Композиция состоит из двенадцати вариаций на тему французской народной песни «Ah vous dirai-je, Maman» (в некоторых переводах ― «Я вам, маменька, скажу»). Эта мелодия легла в основу множества детских песен, например «Twinkle, Twinkle, Little Star» и «Baa, Baa, Black Sheep».

## Музыка
Композиция состоит из темы и двенадцати вариаций. Первые десять вариаций идут в неизменном темпе, одиннадцатая и двенадцатая играются в темпе adagio и allegro соответственно.
Тема произведения:

## История
Некоторое время считалось, что эти вариации были написаны в 1778 году, в то время, когда Моцарт пребывал в Париже (с апреля по сентябрь этого года). Поздний анализ рукописи свидетельствует о том, что более вероятной датой создания вариаций является период с 1781 по 1782 год. По этой причине в хронологическом каталоге произведений Моцарта композиция имеет два обозначения – К. 265 и К. 300е.
Вариации были впервые опубликованы в Вене в 1785 году.